# Satu Nou (okręg Călărași)
Satu Nou – wieś w Rumunii, w okręgu Călărași, w gminie Ileana. W 2011 roku liczyła 205 mieszkańców.